# Hygrochroa infesta
Hygrochroa infesta är en fjärilsart som beskrevs av Paul Dognin 1922. Hygrochroa infesta ingår i släktet Hygrochroa och familjen silkesspinnare. Inga underarter finns listade i Catalogue of Life.